# Desertobia nocturna
Desertobia nocturna är en fjärilsart som beskrevs av Jaan Viidalepp 1989. Desertobia nocturna ingår i släktet Desertobia och familjen mätare. Inga underarter finns listade i Catalogue of Life.